# پیترو پگولو
پیترو پگولو (انگلیسی: Pietro Pegollo؛ زادهٔ ۲۷ مهٔ ۱۹۹۳) بازیکن فوتبال است.
از باشگاه‌هایی که در آن بازی کرده‌است می‌توان به باشگاه فوتبال لیورنو اشاره کرد.